# Kanton Cruzini-Cinarca
Cruzini-Cinarca is een voormalig kanton van het Franse departement Corse-du-Sud. Het kanton maakte deel uit van het arrondissement Ajaccio. Het werd opgeheven bij decreet van 24 februari 2014 met uitwerking op 22 maart 2015.

## Gemeenten
Het kanton Cruzini-Cinarca omvatte de volgende gemeenten:
- Ambiegna
- Arro
- Azzana
- Calcatoggio
- Cannelle
- Casaglione
- Lopigna
- Pastricciola
- Rezza
- Rosazia
- Salice
- Sari-d'Orcino (hoofdplaats)
- Sant'Andréa-d'Orcino